# Abadia de Saint-Remi
A Abadia de Saint-Remi é uma abadia em Reims, França, fundada no Século VI. Desde 1099 são conservadas as relíquias de Saint Remi (morto em 553), o Bispo de Reims que converteu Clóvis I, Rei dos Francos, depois de ter defendido os Alamanos na Batalha de Tolbiac.
A basílica atual é a abadia; que foi consagrado pelo Papa Leão IX em 1049. A nave do Século XI e o transepto, em estilo românico, são mais velhos; a fachada do transepto sul é mais moderna.

## História
As obscuras origens da grande abadia em Reims repousam em uma pequena capela do Século VI dedicada a São Cristóvão, sendo seu sucesso obtido graças a aquisição das relíquias de Saint Remi em 553; logo depois foram recebidos vários donativos. No Século IX a abadia posuía cerca de setecentas propriedades e era talvez a mais rica de toda a França. Provavelmente os padres seculares foram os primeiros guardiões das relíquias, mas foram sucedidos pelos Beneditinos. De 780 a 945 os arcebispos de Reims serviram como seus abades. Na abadia Carlos Magno recebeu o Papa Leão III.
Em 1005 o abade Aviard começou a reconstrução da igreja de Saint Remi e, por vinte anos o trabalho continuou ininterruptamente antes de cessar, provavelmente por problemas financeiros. Oabade Teodorico construiu a magnífica basílica que ainda existe, a qual o Papa Leão IX dedicou  e garantiumuitos privilégios em 1049. A biblioteca da abadia e sua escola tinham muita reputação perante o Papa Alexandre III, que escreveu uma carta de recomendação ao abade Pedro, e que ainda existe nos dias de hoje.
A década de 1170 a 1180 trouxe mais reconstruções, desta vez ao coro. O propósito de recolocar a curta seção leste da igreja românica foi o de criar um espaço interior maior para o santuário de Saint Remi. O santuário foi deslocado de seu local anterior, próximo do altar, e movido mais para leste.
Os arcebispos de Reims e muitos príncipes, Carlomano I (irmão de Carlos Magno), Henri d'Orléans e reis como Luís IV de França e Lotário foram enterrados neste local.
Muitos objetos de valor da abadia sumiram durante a Revolução Francesa e a Santa Ampola da coroação de reis da França foi destruída em 1793, mas os vestígios de vitral do Século XII ainda existem.
A abadia de Saint Remi, junto com a Catedral de Notre-Dame de Reims e o Palácio de Tau tornaram-se Patrimônio Mundial da UNESCO em 1991.

## Galeria

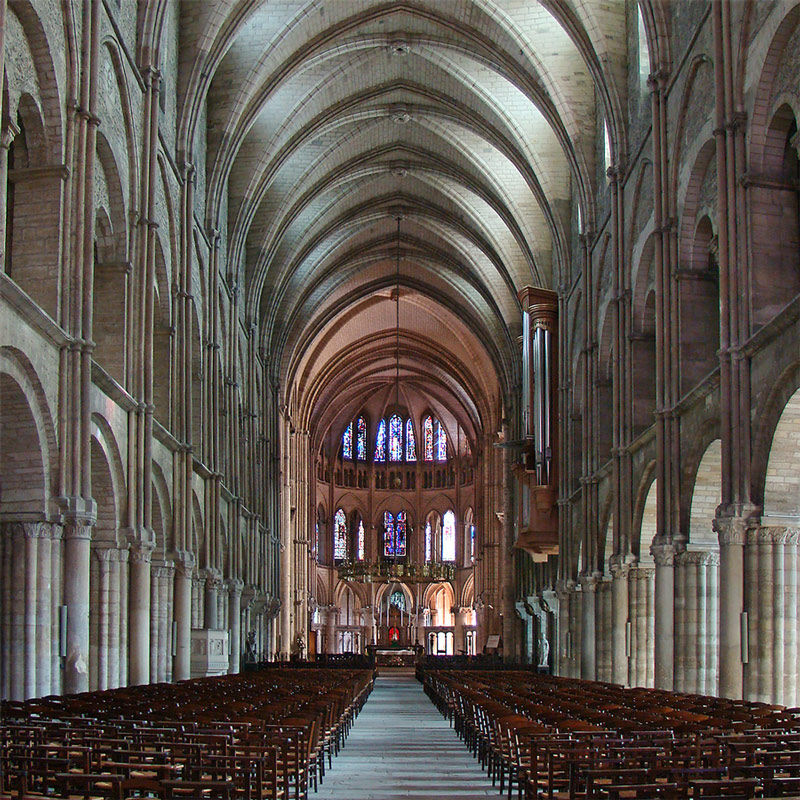
Nave
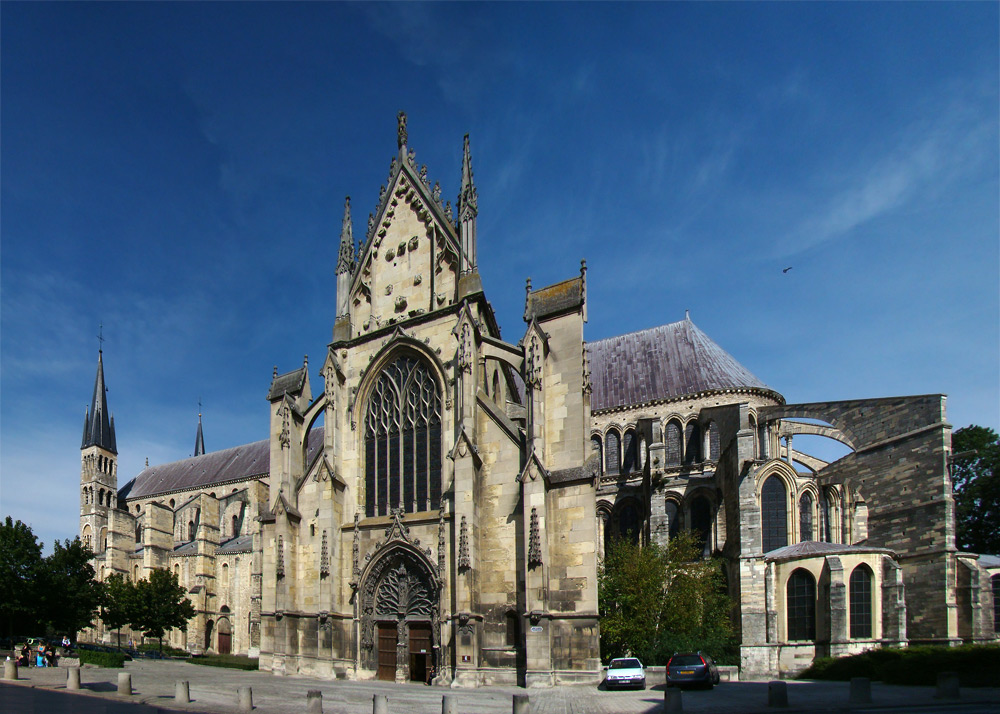
fachada Sul
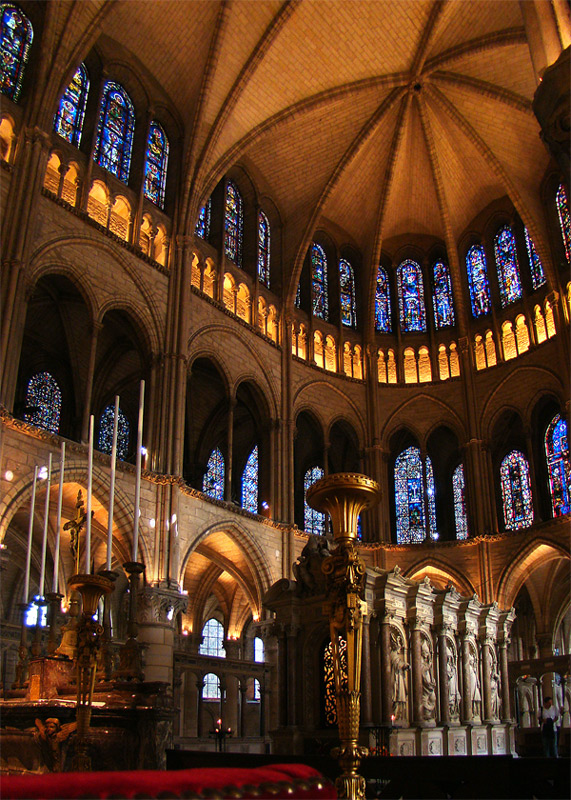
Coro
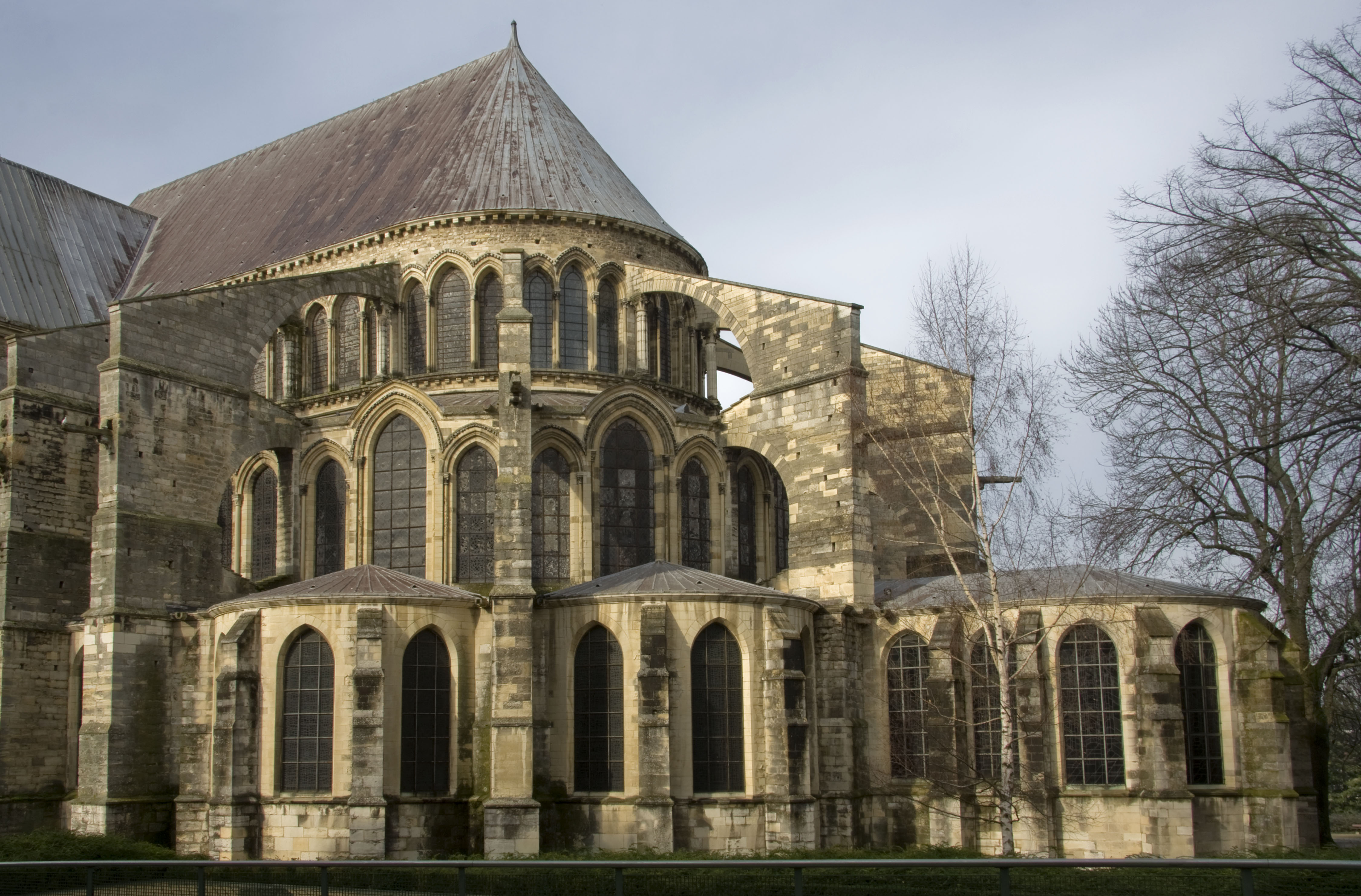
Coro do Sudoeste